# Aire urbaine de Langon
L'aire urbaine de Langon est une aire urbaine française centrée sur la ville de Langon dans le département de la Gironde, en France en Nouvelle-Aquitaine.

## Caractéristiques
D'après la définition qu'en donne l'INSEE, l'aire urbaine de Langon est composée de 6 communes comme son unité urbaine, situées dans la Gironde.

## Communes
Voici la liste des communes de l'aire urbaine de Langon.
| Nom                     | Code Insee | Statut | Superficie (km2) | Population (dernière pop. légale) | Densité (hab./km2) |
| ----------------------- | ---------- | ------ | ---------------- | --------------------------------- | ------------------ |
| Fargues                 | 33164      |        | 15,41            | 1 634 (2022)                      | 106                |
| Langon                  | 33227      |        | 13,71            | 7 523 (2022)                      | 549                |
| Saint-Loubert           | 33432      |        | 2,11             | 230 (2022)                        | 109                |
| Saint-Pardon-de-Conques | 33457      |        | 6,68             | 639 (2022)                        | 96                 |
| Saint-Pierre-de-Mons    | 33465      |        | 9,27             | 1 218 (2022)                      | 131                |
| Toulenne                | 33533      |        | 6,58             | 2 860 (2022)                      | 435                |

## Évolution démographique
L'évolution démographique ci-dessous concerne l'aire urbaine de Langon délimitée selon le périmètre de 2010.
| 1968  | 1975  | 1982  | 1990   | 1999   | 2010   | 2012   | - | - |
| ----- | ----- | ----- | ------ | ------ | ------ | ------ | - | - |
| 8 013 | 8 612 | 9 718 | 10 129 | 10 711 | 13 379 | 13 355 | - | - |